# Antropophagus
Antropophagus è un film italiano del 1980 diretto da Joe D'Amato.
Rientra nel filone cannibal movie pur non essendo ambientato in Amazzonia, come la maggior parte degli altri prodotti del genere, bensì in Grecia.
Il film fu proiettato nel 2006 alla Cinémathèque française, nell'ambito di un omaggio a Joe D'Amato.
Dopo l'uscita di Rosso sangue, spacciato negli Stati Uniti come sequel di Antropophagus, girarono alcune voci su un possibile vero sequel del cult movie. D'Amato prima confermò la notizia, ma in un secondo momento la smentì e il film non venne mai realizzato.

## Trama
Due turisti tedeschi vengono massacrati su una spiaggia da un misterioso assassino: la donna viene trascinata sott'acqua e uccisa; l'uomo è ucciso a colpi di mannaia.
Ad Atene Julie, una studentessa, si aggrega a un gruppo di turisti per recarsi su un'isola dove deve incontrare una coppia francese che ha una figlia cieca. Gli altri componenti del gruppo sono Alan, che noleggia una barca; sua sorella Carol, una medium e cartomante; Harold e Maggie, coppia che attende un figlio; infine Daniel, che corteggia subito Julie, pur essendo il ragazzo di Carol. Durante il viaggio Carol legge nelle carte la futura morte di Maggie, che terrorizzata viene consolata da Julie.
Sull'isola Maggie si sloga una caviglia scendendo dalla barca e il gruppo decide di lasciarla lì in compagnia di un marinaio greco. Il paese è deserto. Notano una donna che li osserva da dietro una finestra. Entrano in quella casa e trovano un cadavere in decomposizione, mentre la donna sta scappando.
Intanto sulla barca il marinaio sta curando Maggie, ma viene ucciso mentre cambia l'acqua per degli impacchi alla caviglia della donna. Maggie lo chiama e, dato che non ottiene alcuna risposta, va lei stessa a prendere l'acqua. Quando tira su il secchio vi vede dentro la testa mozzata del marinaio in un lago di sangue e si mette a urlare, lasciando cadere in mare il secchio. Due mani la trascinano via, mentre la barca si disancora, proprio mentre il resto del gruppo fa ritorno.
I cinque decidono di andare a casa dei francesi amici di Julie. Carol sente attorno a sé delle presenze malefiche ed è molto preoccupata. Intanto Julie vaga per i corridoi della casa con Daniel: i due arrivano in cantina e all'improvviso da un piccolo baule balza fuori una ragazza urlante insanguinata e sconvolta, che accoltella alla schiena Daniel. È Ariette, la figlia cieca della coppia francese, unica superstite dell'eccidio avvenuto nella casa. La ragazza parla di un mostro che ha ucciso i suoi genitori e che lei sente l'odore di sangue che emana. Carol benda la ferita di Daniel, mentre Alan e Harold si recano in paese per procurarsi le medicine. Quando Carol si addormenta, Daniel va nella stanza di Julie e le dichiara il suo amore. Carol, ascoltata tutta la conversazione, scappa disperata. Julie la raggiunge per rassicurarla, ma lei la rinchiude nel cimitero. Julie riesce a scavalcare il muro e a fuggire.
Intanto nella casa Ariette avverte dall'odore la presenza del mostro, che rivela per la prima volta il suo volto butterato con occhi spiritati. Il mostro raggiunge Daniel e lo uccide mordendolo alla giugulare. Carol, invece, scompare misteriosamente.
Harold, Alan, Julie e Ariette raggiungono la villa dei Wortmann in preda alla disperazione poiché tutte le profezie di morte di Carol si stanno rivelando veritiere e, soprattutto, non sanno ancora di preciso contro chi o cosa devono difendersi in quanto nessuno di loro è ancora riuscito a scorgere il mostro la cui forza sovraumana e le enormi dimensioni ne fanno ai loro occhi un avversario apparentemente invincibile. L'unica donna presente nel paese si suicida davanti all'ingresso, gettandosi nel vuoto con una corda al collo. I tre ragazzi trovano nella casa anche Carol, che si scusa con Julie, e notano dalla finestra che la barca sta tornando verso la riva. Alan e Harold vanno a recuperarla.
Harold trova una scarpa appartenente a Maggie e si inoltra in una grotta piena di scheletri e cadaveri decomposti divorati dai topi. Trova Maggie, nascosta in una cripta.
Intanto nella villa le donne ritrovano alcuni diari e fotografie appartenenti a un certo Klaus Wortmann. Julie trova sotto delle lenzuola alcuni cadaveri decomposti e capisce che il mostro è Klaus Wortmann e la donna impiccata la sorella. Nella grotta Harold viene assalito dal mostro. A questo punto un flashback mostra il suo passato. Dopo un naufragio, uccise per errore la moglie e si cibò anche del corpo del loro figlioletto morto di stenti. Da quel giorno è impazzito e vaga alla ricerca di carne umana. Un gioco di montaggio fa coincidere la scena in cui Wortmann affonda accidentalmente il suo coltello nel petto della moglie - oppostasi all'atto di cannibalismo nei confronti del loro figlio - con quella in cui Harold viene trafitto. Il mostro afferra poi Maggie e le strappa a mani nude il feto dall'utero, uccidendola sotto gli occhi di Harold, che morente assiste impotente alla scena. Arrivato alla villa, il mostro sgozzato, uccidendola, Carol, poi insegue Julie e Ariette, che si rifugiano in soffitta. Il mostro, non riuscendo a sfondare la porta, sale sul tetto, lo sfonda con una mano e solleva per i capelli Ariette, azzannandola mortalmente al collo.
Julie raccoglie il piccone e ferisce a una gamba il mostro, che dal tetto cade in un pozzo. Julie fugge fuori dalla casa, ma il mostro la fa cadere nel pozzo dove rimane impigliata con la mano a una corda. Nonostante questo, riesce a risalire prima di Wortmann, il quale però, una volta afferrata la corda che tiene legata la ragazza, comincia minacciosamente a trascinarla verso di sé per ucciderla. A questo punto Alan, che sembrava scomparso, afferra il piccone e colpisce il mostro al petto. Dalla ferita fuoriescono le viscere, che il mostro addenta, morendo.

### Scene eliminate
Al montaggio fu tagliata la sequenza in cui Klaus Wortmann (interpretato da George Eastman) sgozza con un coltello Zora Kerowa, che crolla a terra in mezzo a un gruppo di cadaveri ricoperti di vermi. La sequenza fu tagliata per vari problemi tecnici riguardanti gli effetti speciali. In un’altra scena tagliata, poco prima dell'arrivo sull'isola, uno dei ragazzi sulla barca ripesca dal mare una scarpa contenente un piede mozzato. Questa scena è stata recuperata e inserita nei contenuti extra del Blu Ray 88 Films.

## Produzione

### Riprese
Le riprese iniziarono nell'aprile 1980 e durarono un mese. Il film fu girato in 16 mm e successivamente gonfiato a 35 mm. Il film fu prodotto dalla neonata Filmirage, fondata da Joe D'Amato e da Donatella Donati.
Il film fu girato in esterni ad Atene, a Sperlonga, a Nepi, a Sutri e sull'isola di Ponza, gli esterni della villa dei Wortmann e parte degli interni furono girati al Villino Crespi a Roma. Altri interni furono girati in una villa a Sacrofano. La misteriosa isoletta greca avvistata dalla barca è in realtà Ponza.
Le scene ambientate nella grotta sono state girate nella Catacomba di Santa Savinilla a Nepi, il porticciolo dove è ormeggiata la barca è Cala Feola a Ponza. Per l'occasione, come raccontato da Joe D'Amato alla rivista Nocturno, venne affittato un gran numero di teschi e ossa di plastica da posizionare nelle diverse nicchie assieme ai veri resti umani presenti già da prima. Al termine delle riprese, vennero raccolte per sbaglio tutte le ossa, vere e finte, che in seguito D'Amato conservò a casa sua.

### Cast
Tisa Farrow era la sorella minore della più famosa Mia Farrow.
Nel film recita anche Margaret Mazzantini accreditata come Margaret Donnelly, oggi scrittrice e moglie di Sergio Castellitto e madre di Pietro Castellitto, all'epoca attrice esordiente. Vanessa Steiger era il primo pseudonimo usato da Serena Grandi.
Il regista Joe D'Amato appare all'inizio del film in un cameo, nel ruolo di un turista.

## Accoglienza
Il film uscì nelle sale cinematografiche italiane il 9 agosto del 1980 con divieto alla visione ai minori di 18 anni.
In un'intervista concessa a Nocturno, George Eastman racconta di aver assistito alla prima del film al Cinema Metropolitan di Roma insieme a Claudio Bernabei e ad altre due persone, le quali abbandonarono la sala disgustate dalla scena in cui il mostro estrae il feto dal ventre di Maggie per divorarlo.

### Censura
- Australia: VM 18
- Canada : VM 18
- Canada (Québec): VM 13
- Cile : VM 14
- Finlandia : VM 18
- Francia: VM 16
- Germania: *
- Italia: VM 18
- Norvegia: *
- Regno Unito: VM 18 **
- Stati Uniti d'America: VM 18 **

- *: bandito
- **: tagliato pesantemente

Il film è noto per alcune scene truculente, come quella del feto mangiato e il finale in cui il cannibale addenta le proprie viscere. Per queste scene il film ebbe molti problemi con la censura. In realtà il feto era solo un coniglio scuoiato cui era stato appiccicato un budellino per simulare il cordone ombelicale. Nonostante queste spiegazioni, nel Regno Unito questa scena ha portato a ritenere che il film fosse uno snuff movie e venne quindi bandito per lungo tempo (la stessa sorte capitò anche ad un altro celebre film di D'Amato, Buio Omega).
Il film è stato censurato in molti paesi. La versione statunitense della pellicola, intitolata The Grim Reaper, ha eliminato tutte le sequenze splatter e ha cambiato la colonna sonora e il montaggio della sequenza dei titoli di testa.

### Critiche
Per la rivista Spaghetti Nightmares il film è «Uno dei simboli del gore all'italiana». La rivista Delirium lo definisce «Un film che offre alcuni dei momenti più disgustosi nella storia del cinema».
Nocturno definisce Antropophagus «un film controverso nel panorama horror italiano di quegli anni. A metà strada tra il cinema cialtrone di Bruno Mattei e quello più sofisticato di Lucio Fulci, chiaramente influenzato dalla politica del body count di certo slasher americano ma anche dalla visceralità del genere cannibalico di Ruggero Deodato e co., Antropophagus resta ancora oggi pellicola di difficile collocazione e indubbio interesse».

### Distribuzione home-video
Nel luglio 2015, il film ha fatto il suo debutto mondiale in HD, grazie alla 88 Films,  che lo ha commercializzato su supporto digitale Blu-ray, rimasterizzandolo senza tagli e censure.  Il film è fruibile sui lettori BD italiani,  con un rapporto video di 1:85:1 Widescreen, comprensivo di traccia audio in lingua italiana. Nel 2018 il film viene pubblicato in Blu Ray dalla Severin Films con una nuova scansione in 2K della pellicola e le interviste in italiano agli attori del film Luigi Montefiori, Saverio Vallone e Zora Kerova.

## Collegamenti ad altre pellicole
- In Rosso sangue, diretto sempre da D'Amato nel 1981, il protagonista all'inizio del film entra in una casa con le budella che fuoriescono, evidente autocitazione della scena finale di Antropophagus.
- In Sick-O-Patic, film indipendente a episodi diretto nel 1996 da Massimo Lavagnini e Brigida Costa, è presente un episodio intitolato Aerophagus, in cui un mostro truccato come George Eastman attacca su una spiaggia una donna incinta, interpretata da Antonella Fulci, la figlia di Lucio Fulci.
- Alcune sequenze del film scorrono su una televisione in La iena, diretto da D'Amato nel 1997.
- Nel 1999 il regista tedesco Andreas Schnaas ha realizzato un remake della pellicola italiana, intitolato Antropophagus 2000. Sempre lo stesso regista ha citato la sequenza dell'auto cannibalismo in Nikos, diretto nel 2003.
- In Terror Firmer, film prodotto dalla Troma diretto da Lloyd Kaufman nel 1999, è presente una sequenza in cui una misteriosa assassina squarcia il ventre di una donna e ne strappa il feto.
- In Grindhouse - Planet Terror, diretto da Robert Rodriguez nel 2007, è presente una sequenza in cui un uomo fa finta di addentare le proprie budella, che si rivelano delle salsicce.
- Nel film horror francese À l'interieur si trova una scena in cui ad una donna viene esportato il feto dall'utero come in una scena di Antrophopagus.
- Dario Germani ha diretto Antropophagus 2, uscito nel 2022.

## Citazioni
Nell'album Amen dei Baustelle uscito nel 2008, l'ottava traccia s'intitola Antropophagus; la band, ispirandosi al film, fa una critica sociale parlando dell'emarginazione e del degrado che si può provare nelle grandi città (nello specifico Milano), usando il cannibalismo come metafora principale.

## Titoli per l'estero
In Francia il film è uscito come Antropophagous, in Germania Ovest come Maneater der Menschenfresser, in Spagna come Gomia, terror en el Mar Egeo, negli Stati Uniti come The Grim Reaper e nel Regno Unito come Anthropophagus, The Beast.